# 納塔加
納塔加是哥倫比亞的城鎮，位於該國西南部，由乌伊拉省負責管轄，距離首府內瓦120公里，始建於1530年，面積133平方公里，海拔高度1,160米，2005年人口5,807。
2°33′N 75°50′W / 2.550°N 75.833°W